# Mimosa asperrima
Mimosa asperrima är en ärtväxtart som beskrevs av George Bentham. Mimosa asperrima ingår i släktet mimosor, och familjen ärtväxter. Inga underarter finns listade i Catalogue of Life.